# Aubrey-Maturin

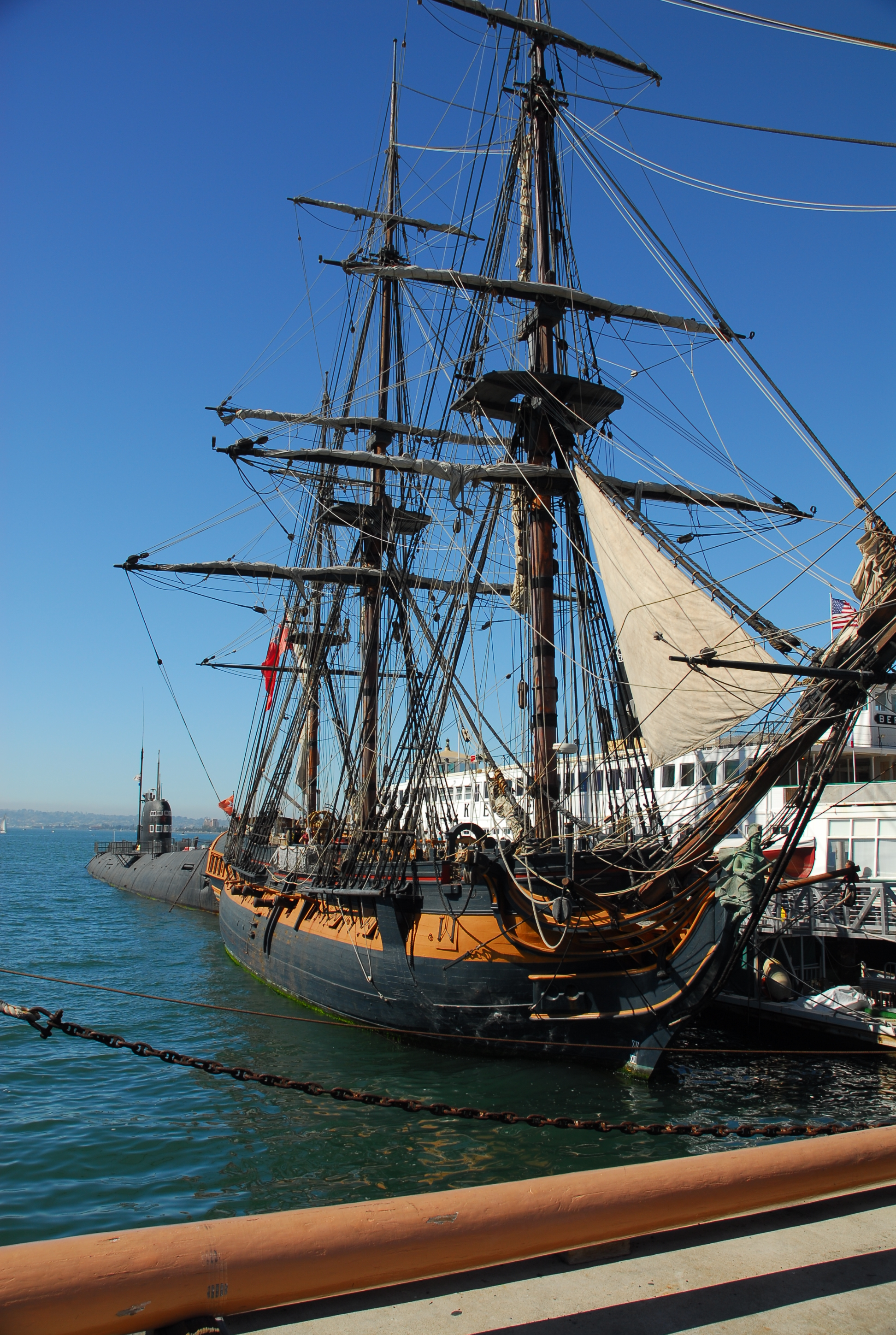
Réplica de la HMS Surprise en el Museo Marítimo de San Diego, basada en la HMS Rose y usada en la película Master and Commander.

La serie de libros Aubrey-Maturin es una secuencia de 21 libros escrita por Patrick O'Brian que transcurre durante las guerras napoleónicas. La serie se centra en la amistad entre el capitán Jack Aubrey de la Royal Navy y su amigo el cirujano, naturalista y agente secreto hispano-irlandés Stephen Maturin. La última de las novelas, publicada en 2004, ha quedado inacabada debido al fallecimiento del autor en el año 2000.

## Argumento
Los libros de esta serie transmiten con mucho realismo la lucha y la problemática sociopolítica que ocurría en Europa (principalmente la Occidental, Imperio británico y Francia) a principios de siglo XIX, alrededor del eje ficticio de Aubrey y Maturin y de la Armada Inglesa, caracterizándose por descripciones minuciosas sobre las técnicas y tácticas utilizadas en la era dorada de la navegación a vela, las cuales pueden inicialmente resultar abrumadoras a los lectores neófitos en la materia debido al extenso vocabulario de la jerga naval. Varias veces se ha comparado a O´Brian con el autor C.S. Forrester, quien cuenta con una saga propia que relata las aventuras de Horatio Hornblower en la Armada Real (la cual ha sido llevada a la televisión en formato de serie), aunque dicha obra está mayormente escrita en un lenguaje menos técnico, centrándose solamente en la trama principal de la historia.

## Personajes

### Jack Aubrey
Si bien el personaje de Aubrey es ficticio, se basa en hombres reales que sí tuvieron participación activa en la Armada Real del período, mayormente en Thomas Cochrane (más conocido como Lord Cochrane), capitán de la Armada y miembro del Parlamento. Asimismo, muchas de las situaciones narradas a lo largo de los libros ocurrieron históricamente, como el fraude en la bolsa de valores de Londres involucrando a Cochrane (historia recreada para Aubrey en el libro El Reverso de la Medalla), tomando O´Brian pequeñas libertades narrativas para dar continuidad a la obra.

### Stephen Maturin
El hispano-irlandés Dr. Stephen Maturin sirve mayoritariamente como un experto cirujano naval en varias misiones de Aubrey. Sin embargo, es desconocido para muchos de sus camaradas, que también sirve como un agente de inteligencia voluntario, cualificado por el Almirantazgo Británico. Maturin es descrito como un hombre pequeño, tranquilo, y "feo" que es conocido por lanzar una "mirada peligrosa y fría" hacia sus enemigos. A diferencia de su amigo, que está más orientado a la acción, Maturin está muy bien educado con varias búsquedas intelectuales. Está fascinado por el mundo natural, y aprovecha todas las oportunidades para explorar la fauna nativa de los puertos de escala de sus barcos en todo el mundo. También es profundamente introspectivo, y reflexiona frecuentemente sobre los conceptos filosóficos de identidad y autocomprensión en su diario personal cifrado. Utiliza varias sustancias adictivas, incluyendo el láudano y las hojas de coca, que surgen de la curiosidad científica, el control de sus reacciones a problemas físicos y la dependencia de sustancias. Tiene los valores de un caballero de la época, incluyendo un fuerte sentido del honor y la participación en duelos. Esto último lo llevó a desarrollar una gran habilidad en el duelo de pistolas y espadas.

### Otros personajes
Tom Pullings es otro personaje de la serie Aubrey-Maturin de Patrick O'Brian. En las novelas Thomas Pullings es un oficial de la Marina Real cuya carrera se extendió desde el grado de Guardiamarina al de Capitán de Navío. Su familia no era muy influyente , por lo que sus posibilidades de promoción eran pocos y su avance era lento y duro. Pasó mucho tiempo como voluntario en otros buques de la Marina Real (como el HMS Surprise). Es amigo de Jack Aubrey, a quien conoce desde niño.

## Serie Aubrey-Maturin
1. Capitán de mar y guerra (Master and Commander, 1970), Edhasa
2. Capitán de navío (Post Captain, 1972), Edhasa
3. La fragata Surprise (HMS Surprise, 1973), Edhasa
4. Operación Mauricio (The Mauritius Command, 1977), Edhasa
5. Isla Desolación (Desolation Island, 1978), Edhasa
6. Episodios de una guerra (The Fortune of War, 1979), Edhasa
7. El ayudante del cirujano (The Surgeon's Mate, 1980), Edhasa
8. Misión en Jonia (The Ionian Mission, 1981), Edhasa
9. El puerto de la traición (Treason's Harbour, 1983), Edhasa
10. La costa más lejana del mundo (The Far Side of the World, 1984), Edhasa
11. El reverso de la medalla (The Reverse of the Medal, 1986), Edhasa
12. La patente de corso (The Letter of Marque, 1988), Edhasa
13. Trece salvas de honor (The Thirteen Gun Salute, 1989), Edhasa
14. La goleta Nutmeg (The Nutmeg of Consolation, 1991), Edhasa
15. Clarissa Oakes, polizón a bordo (Clarissa Oakes, 1992), Edhasa
16. Un mar oscuro como el oporto (The Wine-Dark Sea, 1993), Edhasa
17. El comodoro (The Commodore, 1994), Edhasa
18. Almirante en tierra (The Yellow Admiral, 1996), Edhasa
19. Los cien días (The Hundred Days, 1998), Edhasa
20. Azul en la mesana (Blue at the Mizzen, 1999), Edhasa
21. The Final Unfinished Voyage of Jack Aubrey (2004), no publicada en español

## Película
La película Master and Commander: The Far Side of the World, realizada el año 2003, está basada en estos libros, principalmente en Master and Comander, HMS Surprise, La patente de corso y La costa más lejana del mundo. El actor Russell Crowe encarna a Jack Aubrey, mientras que el actor Paul Bettany a Stephen Maturin. Tom Pullings es interpretado por James D'Arcy.